# Luc-Peter Crombé
Luc-Peter Crombé (Opwijk, 14 januari 1920 - Sint-Martens-Latem, 17 mei 2005) was een Belgisch kunstschilder. Hij leerde het vak in Gent, Antwerpen en Parijs en behoorde na 1970 tot de vierde generatie Latemse Schilders. Hij werd meermaals bekroond, onder meer met prijzen uit het buitenland.

## Biografie
Zijn opleiding begon in de academie St-Lucas te Gent, waarna hij de klas van Permeke volgde in het Nationaal Hoger Instituut voor Schone Kunsten te Antwerpen, vanwaar hij weer een hele sprong maakte: vijf jaar op atelier bij de Gentse meester Jos Verdegem, van de stormachtige geweldenaar Permeke naar de verfijnde, haast decadente kunst van een Verdegem. Crombé vulde dit alles aan met onvermoeibare zelfstudie, gewijd aan het onderzoek en het kopiëren der werken van oude meesters in binnen- en buitenlandse musea. Daarnaast genoot Crombé van een bijzondere scholing in de École du Louvre (oudheidkunde en restauratie), waarna hij deze scholing in de praktijk zette onder meer in het atelier van Van de Velde (Gent) en in het Louvre bij prof. Serulaz. Hij woonde vanaf 1970 in Sint-Martens-Latem waar hij samen met Maurice Schelck, Fons Roggeman, Joe Van Rossem, Chris Pots, Jef Wauters, en Lea Vanderstraeten behoorde tot de zogenaamde vierde generatie Latemse Schilders.

## Schilderstijl
De vroegste werken van Luc-Peter Crombé zijn eerder intimistisch en decoratief gericht. Vanaf de jaren ’50 laten de invloeden van het zuiden zich gelden, begin van de temperatechniek en vooral op het gebied van kleur- en lichtspel. De figuur krijgt ook zijn plaats als hoofdmotief (kinderwereld, portretten en figuranten), pastel- en houtskooltekeningen. Eind jaren ’50 ging hij naar Corsica. De geschiedenis van het Franse eiland was hem niet vreemd. Zijn aandacht ging vooral naar het ontstaan en de erosie van de rotsen. Zo ontstonden de Corsica-werken. Het natuurelement wordt in soepele schilderkundige waarden breed en groots geborsteld op de voorgrond. Zo heeft Luc-Peter Crombé leren abstraheren. Deze periode die loopt tot circa 1965 is dan ook zijn "eerste periode" met zijn Corsica-suite, Italië, Marokko en Spaanse suite.
De religieuze kunst van Luc-Peter Crombé eind jaren ’50 en begin jaren ’60 heeft een hoogtepunt wanneer hij zijn beroemde kruisweg schilderde. Deze kruisweg hangt in de kerk van Scherpenheuvel, De Mariahal.
Aan het eind van de jaren ’60 en begin ’70 had Luc-Peter Crombé twee werkateliers: naast het atelier van Sint-Martens-Latem werd eveneens een atelier in Maaseik gevestigd. De soepele penseeltrek domineerde vanaf dat moment. Hij schilderde in deze periode voornamelijk pastel- en houtskooltekeningen.
De "Latemse periode" kenmerkt zich door de opeenvolgende suites:
- ‘Ode aan het leven’ waar de bewegingslijn een belangrijke rol speelt. De dansbeweging en het theaterleven zijn zeer belangrijke en dominante onderwerpen. Deze cyclus weerspiegelt een afstand van de religieuze kunst in zijn puurste vorm om een viering van het leven te omarmen en een gevoel van verbondenheid met een gemeenschap te cultiveren, met nauwe banden en tradities. De bewegingslijn speelt een belangrijke rol.  Dans, theater en carnaval zijn belangrijke thema’s in de suite ‘ode aan het leven’.  Bijzondere invloeden in deze ontdekkingsfase zijn Maurice Béjart en Jeanne Brabants, contacten met de opera’s van Parijs en Londen.
- De ‘Lutander’-suite : 2000 jaar geschiedenis, hier doet de kunstenaar u nadenken over zeer actuele thema’s. De mens en zijn beest en zijn god; zijn engel en zijn duivel, zijn egoïsme en zijn behoeftigheid, zijn zucht naar steeds vernieuwingen en de zelfbevestiging, zijn leven door vernietiging en zijn vernietiging door vermenigvuldiging. Deze thema’s weerspiegelen een innerlijke strijd om in het reine te komen met het verleden, nieuwe identiteiten en nieuwe machtsverhoudingen omarmen de samenleving die in een ademloos tempo verandert. Macht, geldzucht, milieu, de mens is zichzelf aan het vernietigen.  Zijn zoektocht naar steeds nieuwe dingen, naar vernieuwing, maar voornamelijk het feit dat men door de manier van leven zichzelf vernietigt.  Meer dan ooit zijn dit actuele thema’s.
- Petruliër’-suite of de individuele bewustwording na de verlichting: een reeks schilderijen die thema’s uit de oudheid vertalen in een visie waaraan de verlichting niet vreemd is en waarbij de opvattingen van de laatste twee eeuwen afstandelijk gesitueerd worden in hun nasleep van onze ethische manier van zijn. De relatie man-vrouw wordt voorgesteld als een wankelende verhouding en wordt vergeleken met de meer traditionele relaties uit het verleden. Genderrelaties worden weergegeven als machtsverhoudingen, als onderdeel van een dwang-hiërarchie. De schilderijen verbeelden een meer verlichte visie van de vrouw, die zich verplaatst van machteloze onschuldige figuren (stil, gehoorzaam, meegaand) naar krachtige figuren.
- ‘Decorith’-suite is een aanklacht in de machtsstrijd van de emancipatiebeweging die in deze serie verweven is. Genderrollen die de machtsverschillen waarop ze gebaseerd zijn, in stand houden, worden in deze serie getransformeerd. Gender geeft vorm aan hoe de kunstenaar het concept van machtsverhoudingen begrijpt, en zijn werken vertegenwoordigen de strijd om hiërarchische en traditionele machtsverhoudingen te vervangen die hij inherent beschouwt als een weerspiegeling van mannelijke vooroordelen.
- ‘Licrobert-Hil-Climi’-suite, van emancipatie naar bevrijding; zijn werk vertoont  een zekere mate van individualisme bij de vrouw, gericht op het vermogen van vrouwen om hun gelijkheid te tonen en te behouden door hun eigen acties en keuzes.

De Fresco was naast de temperatechniek zijn geliefkoosde techniek. Zeer veel onderwerpen als de kantwerksters, de landschappen, de dieren en intimistische onderwerpen werden in deze techniek uitgevoerd.
In zijn laatste periode gaat Luc-Peter Crombé de tekeningen die op het atelier achtergebleven zijn, doorwerken met zeer verrassende resultaten. De achtergronden worden veelal herleid tot een spel van vlakken. Door het schril contrast van figuratie en achtergrond krijgen de werken een gevoeliger accent. Kleurcontrasten schijnen harmonisch te verbroederen met een gezamenlijk coloriet. De voortdurende bekendheid van de vrouwelijke figuur begint te veranderen, op basis van het uitgangspunt dat de vrouw met seksuele bevrijding zich eerst meer bewust wordt van de manieren waarop iemands genderidentiteit en seksualiteit door de samenleving zijn gevormd en vervolgens opzettelijk construeren (en vrij worden om te uiten) iemands authentieke geslachtsidentiteit en seksualiteit.

## Prijzen
Crombé haalde in zijn leven tal van prijzen, waaronder :
- Prijs voor levend model, 1947, Antwerpen
- Provinciale prijs , 1954, Oost-Vlaanderen
- Prijs voor grafiek, 1955, Frankfurt
- Benevenutoprijs, 1956, Milaan
- Sagrada familiaprijs voor religieuze kunst, 1957, Barcelona
- Hoogste onderscheiding op "World's fair" New York, 1964[1]
- Ereprijs Detroit, 1965
- Cultuurprijs Opwijk, 2020[2]

## Tentoonstellingen
- (2021) Retrospectieve tentoonstelling - CC De Steiger, Menen
- (2021) Retrospectieve tentoonstelling - werken uit de periode 1975-1995, Stad Izegem[3]
- (2020) Retrospectieve Luc-Peter Crombé - Opwijk[4]
- (2020) Grafiek Luc-Peter Crombé, BNP Paribas Fortis, Vlamingstraat 78, Brugge, 03.02.2020-31.03.2020.
- (2019) Eddy Verloes versus Luc-Peter Crombé, MEC Staf Versluys.
- (1993) Luc Peter Crombé. Huldetentoonstelling, Inkomhal van het Casino-Kursaal van Oostende
- (1980) "De Kermis". Tentoonstelling Kasteel Borluut-Gent